# Sinus Concordiae

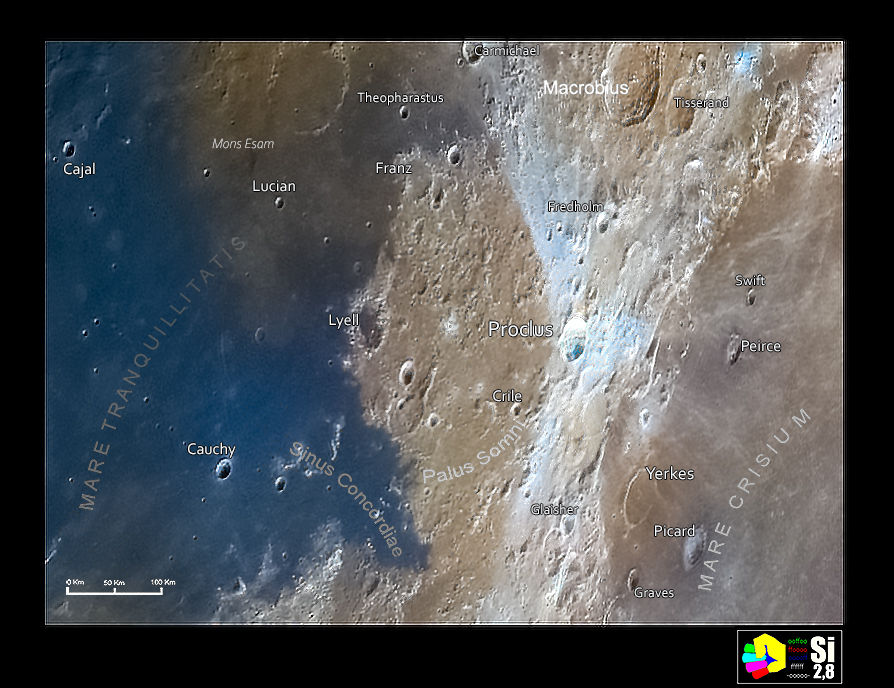
Area della formazione in formato selenocromatico

Il Sinus Concordiae ("Golfo della concordia", in latino) è una piccola baia lunare localizzata lungo il margine orientale del Mare Tranquillitatis e giacente entro un diametro di 142 km.
Lungo il suo confine settentrionale vi è un'area chiamata Palus Somni, mentre al limite sud si trova una zona di terreno irregolare che contiene il danneggiato cratere da Vinci.